# Грушинский сельский совет (Хорольский район)
Грушинский сельский совет (укр. Грушинська сільська рада) — входит в состав
Хорольского района
Полтавской области
Украины.
Административный центр сельского совета находится в 
с. Грушино.

## Населённые пункты совета
- с. Грушино
- с. Буберево
- с. Кулиничи
- с. Широкое